# Elektrogorsk
Elektrogorsk (Russisch: Электрого́рск) is een Russische stad in het oblast Moskou. De stad ligt 75 kilometer ten oosten van de stad Moskou.

## Geschiedenis
Elektrogorsk werd gesticht in 1912 als de locatie van de eerste turfgestookte elektriciteitscentrale in Rusland, die de naam Elektroperedacha ("Электропередача", letterlijk "elektrische stroomtransmissie") voerde. Het dorp bij de centrale had dezelfde naam. In 1946 kreeg de plaats stadsrechten en de naam werd veranderd naar Elektrogorsk.
Aprelevka · Balasjicha · Bronnitsy · Chimki · Chotkovo · Dedovsk · Dmitrov · Doebna · Dolgoproedny · Domodedovo · Drezna · Dzerzjinski · Elektrogorsk · Elektro-oegli · Elektrostal · Frjazino · Golitsyno · Istra · Ivantejevka · Jachroma · Jegorjevsk · Joebilejny · Kasjira · Klimovsk · Klin · Koebinka · Koerovskoje · Kolomna · Koroljov · Kotelniki · Krasnoarmejsk · Krasnogorsk · Krasnozavodsk · Krasnoznamensk · Likino-Doeljovo · Ljoebertsy · Lobnja · Loechovitsy · Losino-Petrovski · Lytkarino · Moskovski · Mytisjtsji · Naro-Fominsk · Noginsk · Odintsovo · Orechovo-Zoejevo · Ozjerelje · Ozjory · Pavlovski Posad · Peresvet · Podolsk · Poesjkino · Poesjtsjino · Protvino · Ramenskoje · Reoetov · Roeza · Rosjal · Sergiev Posad · Serpoechov · Sjatoera · Sjtsjerbinka · Sjtsjolkovo · Solnetsjnogorsk · Staraje Koepavna · Stoepino · Taldom · Troitsk · Tsjechov · Tsjernogolovka · Vereja · Vidnoje · Volokolamsk · Voskresensk · Vysokovsk · Zarajsk · Zjeleznodorozjny · Zjoekovski · Zvenigorod